# Plouyé
 Plouyé  (en bretón Plouie) es una población y comuna francesa, situada en la región de Bretaña, departamento de Finisterre, en el distrito de Châteaulin y cantón de Huelgoat.

## Demografía
| 1241 | 1048 | 958 | 836 | 726 | 675 |
| Para los censos de 1962 a 1999 la población legal corresponde a la población sin duplicidades (Fuente: INSEE [Consultar]) |      |     |     |     |     |